# Гебенштрейт, Иоганн Христиан
Иоганн Христиан Гебенштрейт (нем. Johann Christian Hebenstreit; 1720—1795) — профессор естественной истории в Петербургской Академии наук.

## Биография
Иоганн Христиан Гебенштрейт родился 28 июня 1720 года в Клейниене близ Наумбурга.
Получил образование в Лейпцигском университете, которым и удостоен степени доктора за «Dissertatio de salubri morborum per crises exitu» (Лейпциг, 1748).
В 1749 году Гебенштрейт был вызван при содействии Гейнзиуса в Россию для преподавания естественной истории и ботаники в Академии наук. В 1751 году сопровождал президента Академии графа К. Г. Разумовского на Украину и оставался там до 1753 года, после чего опять читал ботанику в Академии.
По расстроенному здоровью возвратился в 1762 году в Лейпциг, где Иоганн Христиан Гебенштрейт и умер 27 сентября 1795 года.
Статьи его по ботанике печатались в «Acta» Академии; отдельно издан: «Oratio de fertilitate terrarum, industria colonorum augenda» (Лейпциг, 1756, 4°; по-русски: «Слово о плодородии земли, каким образом оное земледельцы размножать должны». — СПб., 1756, 4°).